# Synnemellisia hyalospora
Synnemellisia hyalospora är en svampart som beskrevs av N.K. Rao, Manohar. & Goos 1989. Synnemellisia hyalospora ingår i släktet Synnemellisia, divisionen sporsäcksvampar och riket svampar.   Inga underarter finns listade i Catalogue of Life.